# Діначал (дегестан)
Діначал (перс. دیناچال) — дегестан в Ірані, у бахші Паре-Сар, в шагрестані Резваншагр остану Ґілян. За даними перепису 2006 року, його населення становило 19640 осіб, які проживали у складі 4953 сімей.

## Населені пункти
До складу дегестану входять такі населені пункти:
- Абуяр
- Алкам
- Ардаджан
- Баре-Сара
- Джанбе-Сара
- Діначал
- Каляб
- Кіш-Хале
- Кухестан
- Новканде
- Пілембера
- Руд-Кенар
- Сандіан
- Сейкаль-Сара
- Сімбарі-Хале
- Халхаліян
- Хур'ян
- Чаран